# Тиранте, Тьяго Агустин
Тьяго Агустин Тиранте (исп. Thiago Agustín Tirante, род. 10 апреля 2001, Ла-Плата) — аргентинский профессиональный теннисист.

## Спортивная карьера
В 2019 году Тьяго достиг рекордного в карьере рейтинга ITF среди юниоров — № 1 в мире. Он выиграл Открытый чемпионат Франции 2019 года среди юношей в парном разряде.
В 2021 году Тиранте выиграл свой первый титул на турнире «Челленджер» в Амбато-Ла-Гран-Сьюдад в Эквадоре.
В 2023 году аргентинец дошел до финала Открытого чемпионата Мехико, турнира из серии «Челленджер», где уступил немцу Доминику Кёпферу. Свой второй титул претендента он завоевал на Открытом чемпионате Morelos Open в Мексике в 2023 году, победив в финале первого сеяного Джеймса Дакворта.
В мае 2023 года дебютировал в основной сетке турнира Большого шлема на Открытом чемпионате Франции. Выиграл квалификацию и в первом раунде обыграл 25-го сеяного Ботика ван де Зандсхюльпа. Во втором матче в рёх сетах уступил китайцу Чжан Чжичжэнь.
Тиранте выиграл свой третий «челленджер» на Открытом чемпионате Боготы 2023 года и 2 октября 2023 года поднялся на 111-ю строчку в карьере.
На Открытом чемпионате Кордовы 2024 года аргентинец попал в основную сетку как лаки-лузер и в первом круге одержал победу над дебютантом турнира Wildcard Франсиско Комесанья. По итогам Открытого чемпионата Рио-де-Жанейро 2024 года он попал в топ-100.
Свой четвертый «челленджер» Тьяго выиграл на Открытом чемпионате Мехико 2024 года, по ходу турнира не проиграв ни одного сета.
В мае 2024 года на Открытом чемпионате Франции по теннису Тиранте в первом раунде в упорном пятисетовом поединке уступил испанцу Педро Мартинесу. 

## Рейтинг на конец года
| Год  | Одиночный рейтинг | Парный рейтинг |
| 2024 | 117               | 860            |
| 2023 | 123               | 408            |
| 2022 | 225               | 296            |
| 2021 | 241               | 277            |
| 2020 | 379               | 455            |
| 2019 | 740               | 1107           |
| 2018 | 1092              | 0              |
| 2017 | 1694              | 0              |

## Выступления на турнирах

### Финалы турнировATPв одиночном разряде (0)

#### Победы (0)
| Легенда                     |
| --------------------------- |
| Турниры Большого шлема (0)* |
| Итоговый турнир ATP (0)     |
| ATP Мастерс 1000 (0)        |
| АТР 500 (0)                 |
| АТР 250 (0)                 |

| Титулы по покрытиям | Титулы по месту проведения матчей турнира |
| ------------------- | ----------------------------------------- |
| Хард (0)            | Зал (0)                                   |
| Грунт (0)           | Зал (0)                                   |
| Трава (0)           | Открытый воздух (0)                       |
| Ковёр (0)           | Открытый воздух (0)                       |

* количество побед в одиночном разряде.